# غدب صافي
غدب صافي (باللاتينية: Scrophularia lucida ) هو نوع نباتي يتبع جنس الغدب من الفصيلة الغدبية.